# Sfernosimetrična raspodjela
Sfernosimetrična raspodjela neke fizikalne veličine u prostoru je takva raspodjela koja ovisi samo o udaljenosti od neke posebne točke koja se tada naziva središte raspodjele. Npr. sfernosimetrična raspodjela gustoće oko točke {\displaystyle (x_{0},y_{0},z_{0})} pravokutnog koordinatnog sustava ima oblik
{\displaystyle \rho (x,y,z)=\rho ({\sqrt {(x-x_{0})^{2}+(y-y_{0})^{2}+(z-z_{0})^{2}}})}
pri čemu je {\displaystyle {\sqrt {(x-x_{0})^{2}+(y-y_{0})^{2}+(z-z_{0})^{2}}}} udaljenost točke {\displaystyle (x,y,z)} od točke {\displaystyle (x_{0},y_{0},z_{0})}.